# مؤسسة الضمير لرعاية الأسير وحقوق الإنسان
مؤسسة الضمير لرعاية الأسير وحقوق الإنسان هي منظمة أهلية غير حكومية وغير ربحية مستقلة فلسطينية تأسست أواخر عام 1991 في القدس ويقع مقرها في رام الله؛ لرعاية الأسير وحقوق الإنسان. تشغل سحر فرنسيس منذ عام 2006 منصب مدير المؤسسة.

## أهداف المؤسسة
تأسست المؤسسة أواخر عام 1991. وهي تحدد أهدافها على أنها ما يلي:
«أولاً: مناهضة التعذيب وغيره من ضروب المعاملة القاسية، أو اللاإنسانية أو المهينة والعمل على إلغاء عقوبة الإعدام.
ثانياً : مناهضة الاعتقال التعسفي وضمان المحاكمة العادلة والنزيهة.
ثالثاً : دعم وإسناد معتقلي الرأي والاهتمام بالمعتقلين والأسرى السياسيين ونصرتهم معنوياً وقانونياً وإعلامياً.
رابعاً : المساهمة في سن قوانين فلسطينية تصون مبادئ حقوق الإنسان والحريات الأساسية وضمان تنفيذها.
خامساً : المساهمة في الارتقاء بالوعي المجتمعي تجاه قضايا حقوق الإنسان والديمقراطية وسيادة القانون.
سادساً : بناء الحياة الديمقراطية في المجتمع الفلسطيني القائمة على التعددية السياسية وحرية الرأي والتعبير.
سابعاً : حشد وتكريس التأييد والدعم الدولي لحقوق الشعب الفلسطيني المشروعة.»

## الاحتلال الإسرائيلي
احتُجزت خالدة جرار، مديرة المؤسسة السابقة، مرارًا وتكرارًا رهن الاعتقال الإداري دون محاكمة.
كما تعرضت مكاتب المؤسسة للاقتحام ومصادرة محتوياتها في أربع مرات هي:

### 2002
نفذ الجيش الإسرائيلي أول مداهمة له على مكاتب مؤسسة الضمير في عام 2002، كان ذلك  خلال الاجتياح الإسرائيلي لرام الله في ذلك العام ضمن عملية الدرع الواقي. 

### 2012
وقعت الحادثة الثانية في عام 2012.  وقد تزامنت مع انتهاء اليوم العالمي لحقوق الإنسان الذي يوافق 11 ديسمبر، حيث داهم الجيش الإسرائيلي في حوالي الساعة 3 صباحًا مكاتب مؤسسة الضمير واثنتين من المنظمات غير الحكومية الفلسطينية الأخرى.
صادر من مكاتب الضمير 4 أجهزة كمبيوتر من وحدات القانون والتوثيق تحتوي على معلومات عن الأسرى وقضاياهم، وقرص صلب، وكاميرا فيديو، وبطاقات عمل الموظفين. كما قام الجنود بنزع ومزق ملصقات لأسرى فلسطينيين وآخرين مضربين عن الطعام مثبتة على جدران المكتب. 
قالت المديرة التنفيذية سحر فرنسيس لـ هيومن رايتس ووتش إن معدات الفيديو والملفات الورقية الخاصة بقضايا الأسرى اختفت بعد المداهمة.
طبقاً لمتحدث عسكري إسرائيلي، فإن المداهمات استندت إلى الاشتباه في انتماء المنظمات الثلاث غير الحكومية إلى الجبهة الشعبية لتحرير فلسطين، إلا أنه لم تُقدم أي دلائل لإثبات الادعاء، كما أن المنظمات غير الحكومية قد نفت هذا التأكيد. 

### 2019
الساعة الثانية صباحًا من يوم 19 سبتمبر 2019، اقتحم الجيش الإسرائيلي مكاتب الضمير وصادرت خمسة أجهزة كمبيوتر محمولة وبطاقات ذاكرة للكمبيوترات المحمولة والعديد من الكتب.
بحسب منظمة الحق غير الحكومية، فإن المداهمة ومصادرة الملكية تتعارض مع العديد من مبادئ القانون الدولي: الملكية الخاصة في مثل هذه الظروف محمية؛ والمواد المنهوبة لا علاقة لها بالاحتياجات العسكرية.
تسبب فقدان المواد في صعوبات للمؤسسة، حيث تقدم خدماتها إلى العديد من الأسرى الفلسطينيين الذين بلغ عددهم نحو 5,150 أسيرًا فلسطينيًا في انتهاك للقانون الدولي مرة أخرى. 

### 2022
في 18 أغسطس 2022، داهمت قوات الاحتلال الإسرائيلي مقرات المنظمات الست إلى جانب المؤسسة (المحظور عام 2020) في محافظة رام الله والبيرة، وصادرت أجهزة الكمبيوتر وأجهزة أخرى وأمرت بإغلاقها.

## التصنيف كمنظمة إرهابية
في أكتوبر 2021، صنفتها إسرائيل كمنظمة إرهابية، إضافةً إلى خمس منظمات فلسطينية غير حكومية وغير ربحية أخرى (الضمير، مؤسسة الحق، مركز بيسان للبحوث والإنماء، الحركة العالمية للدفاع عن الأطفال - فلسطين، واتحاد لجان العمل الزراعي).
أُدين هذا التصنيف بواسطة منظمة العفو الدولية وهيومن رايتس ووتش ومكتب المفوض السامي لحقوق الإنسان التابع للأمم المتحدة الذي وصفه بأنه "هجوم مباشر على حركة حقوق الإنسان الفلسطينية وعلى حقوق الإنسان في كل مكان".
بمراجعة المعلومات الاستخباراتية الإسرائيلية السرية التي تمت مشاركتها مع وكالة المخابرات المركزية، لم تجد الأخيرة أي دليل للتحقق من الاتهامات الإسرائيلية.
في يوليو 2022، أصدرت تسع دول من الاتحاد الأوروبي ( بلجيكا والدنمارك وفرنسا وألمانيا وجمهورية إيرلندا وإيطاليا وهولندا وإسبانيا والسويد) بيانًا مشتركًا قالت فيه إنها ستواصل العمل مع المنظمات الفلسطينية الست التي حظرتها إسرائيل لأن إسرائيل فشلت في إثبات وجوب اعتبارهم منظمات إرهابية.

## وصلات خارجية
- مؤسسة الضمير لرعاية الأسير وحقوق الإنسان